# Solar (Marvel comics)
Pour les articles homonymes, voir Solar.
ne doit pas être confondu avec Solar, publié chez Gold Key Comics.
Roberto « Bobby » da Costa, alias Solar (« Sunspot » en VO), est un super-héros évoluant dans l'univers Marvel de la maison d'édition Marvel Comics. Créé par le scénariste Chris Claremont et le dessinateur Bob McLeod (en), le personnage de fiction apparaît pour la première fois dans le comic book The New Mutants (en) (Marvel Graphic Novel (en) #4) en septembre 1982.
Solar est un mutant qui a notamment fait partie de l’équipe des Nouveaux Mutants, puis de X-Force.

## Biographie du personnage

### Origines
Fils d'un riche entrepreneur brésilien, Roberto da Costa découvre ses pouvoirs à 14 ans au cours d'un match de football à Rio de Janeiro. Agressé par les joueurs adverses et la foule, il s'enfuit avec l'aide de sa petite amie, Juliana Sandoval.
Donald Pierce, le renégat du Club des Damnés, cherche à tuer Da Costa en kidnappant son amie. Mais le Professeur Xavier envoie Karma et Danielle Moonstar à sa rescousse. Durant le combat, Juliana se sacrifie pour sauver Roberto, à court d'énergie. Elle prend une balle qui lui était destinée. Donald Pierce est depuis son ennemi juré.
Le jeune brésilien rejoint un peu plus tard l'équipe des Nouveaux Mutants, recruté par le Professeur Xavier.

### X-Force
Roberto da Costa quitte les Nouveaux Mutants, alors dirigés par Cable, juste avant que ceux-ci ne deviennent X-Force. Par la suite, il intègre pour un temps X-Force, retrouvant ainsi une partie de ses anciens compagnons.
Gidéon, l'un des Externels, le capture et le soumet à divers traitements, ce qui accroit son pouvoir mutant.
Reignfire, le clone qui dirigea le Front de libération mutant, était basé sur son empreinte génétique.

### Le Club des Damnés
Par la suite, Roberto da Costa prend la place de son père Emmanuel au sein du Club des Damnés et fait des affaires avec Sebastian Shaw, à l'étonnement des X-Men. Mais ceux-ci ignorent que la mutante Séléné lui a promis de ressusciter Julianna en échange de son adhésion, promesse qu'elle ne tient qu'à moitié puisque le corps lui est rendu, mais sans son esprit. Cependant, tout espoir n'étant pas perdu, Roberto décide de rester au sein du Club des Damnés.
Élu Roi Noir par les membres du Club (Shaw étant Lord Impérial), il garde son poste pour surveiller et contrôler directement leurs actions. Quelque temps après, Shaw est blessé par Donald Pierce. Roberto reprend alors le manteau de Lord Impérial et choisit Sage comme assistante. Survint alors le M-Day et les branches internationales de l'X-Corp sont toutes fermées.

### Secret Invasion
Résidant toujours en Californie, lors de Secret Invasion Roberto aida les super-héros à repousser l'invasion Skrull à San Francisco.

### Retour aux origines
Roberto da Costa quitte finalement le Club des damnés à la demande de Cyclope, pour entrainer les Jeunes X-Men (Young X-Men). Il retrouva ses anciens équipiers dans la nouvelle série New Mutants (2009).
Ils affrontèrent notamment Légion dans une petite ville du Colorado.

### Direction de l’AIM et équipe des Avengers
Après avoir affronté en 2014/2015 la direction de l'organisation criminelle Advanced Idea Mechanics (AIM), Robetto da Costa rachète celle-ci et fonde les « Avengers Ideas Mechanics ».

## Pouvoirs et capacités
Roberto da Costa est un mutant qui possède la capacité d'absorber l'énergie solaire et de la manipuler pour l'utiliser afin d'accroître sa force physique. Il peut ainsi soulever une dizaine de tonnes dans des conditions optimales.
- Lors de l'utilisation de son pouvoir, le corps de Solar devient noir, car il absorbe la lumière autour de lui (les couleurs n'étant qu'une partie du spectre visible).
- Il a depuis développé son pouvoir et peut maintenant voler dans les airs à vitesse modérée. Il n'y a à priori plus de limite à l'utilisation de son pouvoir.
- Il peut aussi projeter des rafales d'énergie solaire.

## Apparitions dans d'autres médias
Sauf indication contraire, les informations mentionnées dans cette section peuvent être confirmées par la base de données cinématographiques IMDb,  présente dans la section « Liens externes ».

### Cinéma
- 2003 : X-Men 2 réalisé par Bryan Singer

Lorsque Mystique fouille les dossiers secrets de William Stryker, on peut y apercevoir le nom de Solar.
Interprété par Adan Canto dans la tétralogie X-Men
- 2014 : X-Men: Days of Future Past réalisé par Bryan Singer

En 2023, Solar participe à la résistance contre les Sentinelles. Il est capable de s'enflammer et de projeter des rafales d'énergies solaires. Il possède aussi la capacité de voler.
Interprété par Henry Zaga
- 2020 : Les Nouveaux Mutants réalisé par Josh Boone

### Télévision
- 2001-2003 : X-Men: Evolution (série d'animation)
- 2024 : X-Men '97 (série d'animation)

Interprété par Sean Teale
- 2017-2019 : The Gifted (série TV)

Dans la série, son identité est Marcos Diaz et son pseudonyme « Eclipse ».